# Slovenska rjava kokoš
Slovenska rjava kokoš (z okrajšavo SRK) je slovenska tradicionalna pasma domače kokoši. Pasmo so začeli razvijati ob koncu 20. stoletja na Biotehniški fakulteti Univerze v Ljubljani. Kokoši slovenske rjave pasme so temno rjavo obarvane nesnice, ki služijo tudi kot zarodniki komercialnih križank blagovne znamke Prelux.

## Zgodovina in razširjenost
Slovenska rjava kokoš je mlada, po klasifikaciji slovenskih domačih pasem tradicionalna pasma, ki so jo osnovali v sedemdesetih letih 20. stoletja na Biotehniški fakulteti, Oddelku za zootehniko in Katedri za perutninarstvo. Za zarodnika te slovenske pasme se šteje severnoameriška kokoš pasme rodajland (angleško Rhode Island Red). V Ameriki so jo prvič predstavili na razstavi leta 1895, že v letu 1903 pa so pasmo uvozili v evropske dežele. Ta amerikanka je bila nekoč priljubljena tudi med slovenskimi rejci, ki so jo imeli tako na večjih farmah kot tudi manjših kmečkih dvoriščih.
Pasmo je danes mogoče najti predvsem v selekcijskem centru, na Pedagoškem raziskovalnem centru (PRC) za perutninarstvo Oddelka za zootehniko Biotehniške fakultete, saj so kokoši manj zanimive za rejo v širšem obsegu. Po podatkih iz leta 2020 je v Sloveniji prebivalo približno 2910 kokoši slovenske rjave pasme, pri čemer je bil populacijski trend označen kot naraščajoč.

## Značilnosti

### Izgled
Po konstituciji in namenu kokoši uvrščamo v lahki oziroma nesni tip. Osebki slovenske rjave kokoši so v povprečju lažji od živali slovenske srebrne in slovenske grahaste kokoši; petelini tehtajo 2,5–3,0 kg in kokoši 1,8–2,2 kg. Pripadniki pasme so tipične enobarvne kokoši temno rjave barve brez prisotnosti posebnega vzorca. Za nekoliko svetlikajoče perje petelinov je značilen kovinski sijaj, prisoten predvsem na mikalu (vratu). Pretirana in dolgotrajna izpostavitev soncu botruje izgubi tipičnega odtenka in bledenju perja. Petelinji rep sestoji tudi iz peres temno zelene in črne barve. Enojen in enostaven greben (roža) je navadno srednje visok in praviloma nekoliko povešen. Kokošja glava ima oranžne oči, rjav kljun in drobne priuhke, ki so pri samcih rdečkasti, pri samicah pa nekoliko bolj bledi – rožnati. Živali imajo noge rumene barve, pri čemer so prsti in spodnji del nog rjavkasti. Spolno zrelost slovenska rjava kokoš doseže po dopolnjenih 19–20 tednih življenja.

### Reja in uporabnost
Pri slovenski rjavi kokoši gre za industrijsko pasmo, namenjeno intenzivnim načinom reje. Kokoši se večinoma redi v kurnicah, ki imajo vzpostavljen sistem, namenjen periodičnemu osvetljevanju notranjosti prostora. Mlade kokoši ali jarkice se pri starosti 16 tednov vključi v eno izmed mogočih rej. Delež kokoši se redi v okviru baterijske reje, kjer so živali nameščene v obogatenih kletkah. Preostalo perutnino se goji kombinirano (torej tako na stelji kot tudi na rešetkah) ali talno na stelji (nastilu).
Slovenska rjava kokoš je primarno nesnica, ki leže rjavo obarvana kakovostna valilna jajca, v povprečju težka 61 g. Povprečna letna nesnost kokoši slovenske rjave pasme je 295–305 jajc. Slovenska rjava kokoš je boljša nesnica in bolje koristi dano krmo kot slovenska srebrna in slovenska grahasta kokoš, temnejša pa je tudi njena jajčna lupina. Kokoši te pasme so uporabne tudi kot zarodniki komercialnih kokoši, ki se jih prodaja pod imenom blagovne znamke Prelux®. Pri parjenju različnih slovenskih tradicionalnih kokoši nastajajo križanke, ki so znane po svoji boljši nesnosti. Tako imenovana prelux rjava (prelux-R) je rezultat križanja kokoši slovenske srebrne kokoši in petelina slovenske rjave kokoši. Prelux grahasto (prelux-G) dobimo s parjenjem petelina slovenske grahaste kokoši in kokoši slovenske rjave kokoši. Tretja možna kombinacija je združitev kokoši slovenske grahaste kokoši in petelina slovenske rjave kokoši, pri čemer nastaja prelux črna (prelux-Č). Petelini prelux grahaste so uporabni tudi za pridobivanje kvalitetnega kopunjega mesa, pri čemer se mlade peteline kastrira (kopuni).